# 卡明湖

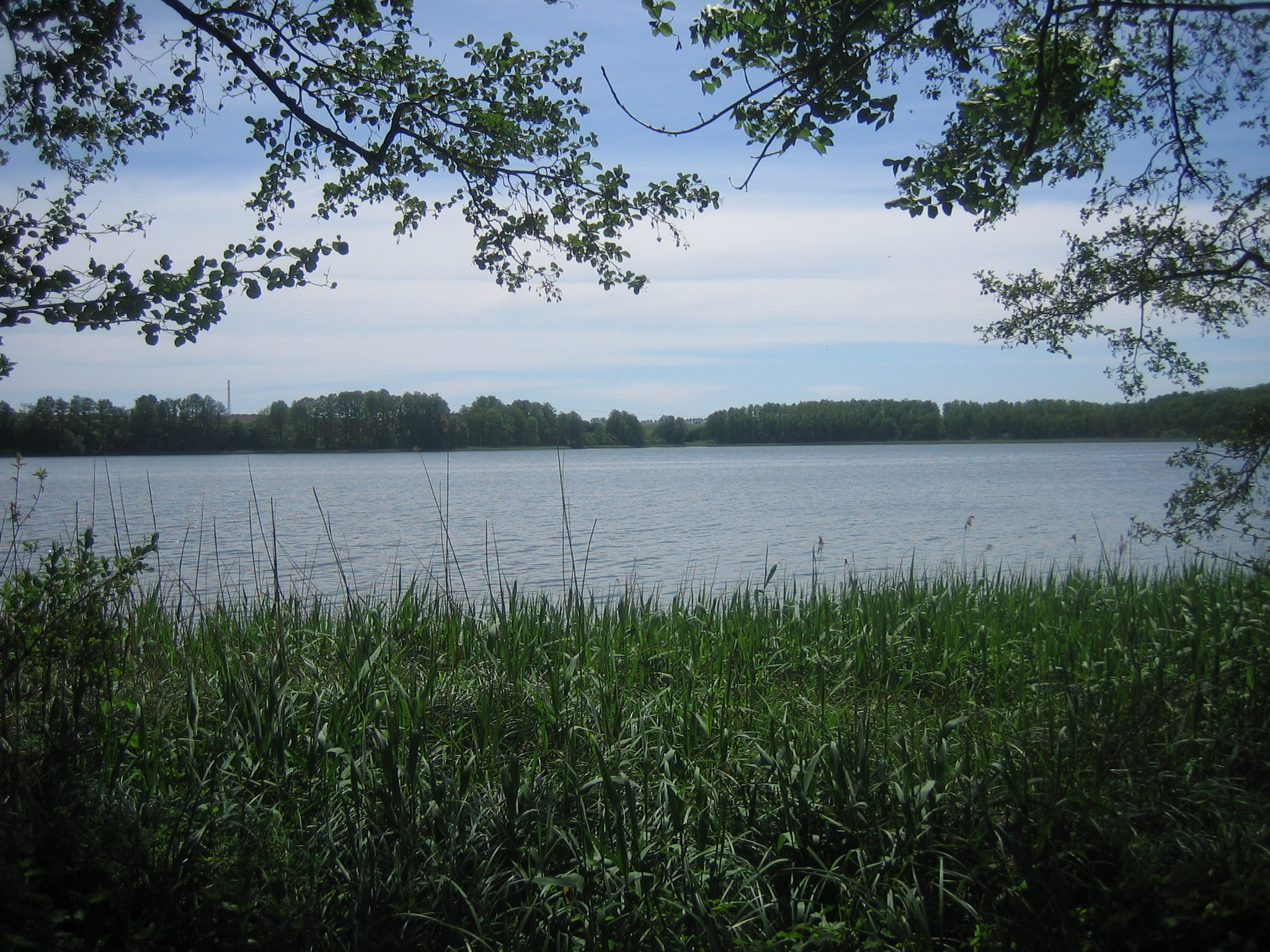

53°26′07″N 13°18′39″E / 53.43518°N 13.31080°E
卡明湖（德語：Camminer See），是德國的湖泊，位於該國東北部，由梅克倫堡-前波美拉尼亞州負責管轄，處於梅克倫堡湖區縣，長1.7公里、寬0.3公里，面積0.58平方公里，海拔高度61米。